# Villa Alemana
Villa Alemana − miasto w Chile, leżące w aglomeracji Valparaíso. Zostało założone w 1896 r. przez niemieckich i włoskich imigrantów w trakcie budowy na tym obszarze linii kolejowej. Współcześnie miasto jest "sypialnią" Valparaíso, z którego dociera tutaj bezpośrednio metro.